# Тршевине
Тршевине (серб. Тршевине / Trševine) — село в общине Вишеград Республики Сербской Боснии и Герцеговины. Население составляет 29 человек по переписи 2013 года.